# Municipio de Banámichi
El Municipio de Banámichi es uno de los 72 municipios que conforman el estado mexicano de Sonora, ubicado en el centro del estado cerca de la zona baja de la Sierra Madre Occidental y del lugar por donde fluye el río Sonora. Su cabecera municipal y localidad más habitada es el pueblo de Banámichi, mientras que otras localidades importantes son La Mora y Las Delicias. Fue decretado como municipio independiente el 30 de mayo de 1931, después de ser separado del de Arizpe.
Según el Censo de Población y Vivienda realizado en 2020 por el Instituto Nacional de Estadística y Geografía (INEGI) el municipio tiene una población total de 1,825 habitantes y posee una superficie de 807.7 km². Su producto interno bruto per cápita es de USD 8 141 y su índice de desarrollo humano (IDH) es de 0.8278. Como a la mayoría de los municipios de Sonora, el nombre se le dio por su cabecera municipal.

## Historia como municipio
El territorio que hoy ocupa el municipio, estuvo habitado originalmente por tribus del pueblo indígena de los ópatas, después, con la llegada de los colonizadores españoles, llegó el misionero jesuita Bartolomé Castaño y fundó la misión de Nuestra Señora de los Remedios de Banámichi, el primer asentamiento poblacional dentro de la zona del municipio.
A principios del siglo XX, la zona de Banámichi estaba bajo jurisdicción del Distrito de Arizpe, fijado en la Constitución local de 1917. El 26 de diciembre de 1930, se creó el municipio libre e independiente de Arizpe, y Banámichi formó parte de su territorio hasta el 30 de mayo de 1931, cuando fue segregado del de Arizpe y se creó su municipio definitivo, poniendo como cabecera municipal el pueblo homónimo de Banámichi.
El 24 de noviembre de 1931 se creó el municipio de Huépac, llevándose consigo varias localidades que formaban parte del de Banámichi, poniendo como cabecera el pueblo de Huépac. Y el 10 de junio de 1932, su territorio sufrió otro cambio al crearse el municipio de San Felipe de Jesús, también quedándose con otras localidades bajo su jurisdicción.

## Geografía
El municipio de Banámichi se localiza en la zona centro del estado de Sonora en la zona oeste de la Sierra Madre Occidental en su paso por ese estado, entre los paralelos 29°56' y 30°12' de latitud norte y los meridianos 110°00' y 110°33' de longitud oeste del meridiano de Greenwich, a una altitud mínima de 600 metros sobre el nivel del mar y una máxima de 2,000, su territorio ocupa un área de 807.7 km² lo que representa un 0.42% del territorio estatal. Limita al norte con el municipio de Arizpe, el este con el de Cumpas, al sur con el de Huépac y al oeste con el de Opodepe.

### Límites municipales
Tiene límites administrativos con los siguientes municipios según su ubicación:
| Noroeste: Opodepe | Norte: Arizpe | Nordeste: Cumpas |
| Oeste: Opodepe    |               | Este: Cumpas     |
| Suroeste: Opodepe | Sur: Huépac   | Sureste: Cumpas  |

### Clima
El municipio de Banámichi presenta un clima seco-semicálido en el centro, centro sur y centro norte de su territorio, y un clima semiseco-templado en sus zonas este y oeste. El municipio tiene como temperatura media máxima mensual los 29.3 °C y una media mínima mensual de 13.3 °C, su temperatura media anual es de 21.4 °C. El período de lluvias se presenta en verano en los meses de julio y agosto contándose con una precipitación media anual de 424 milímetros; se tienen heladas frecuentes de noviembre a marzo por su proximidad a la sierra del río Sonora.

### Orografía e hidrografía

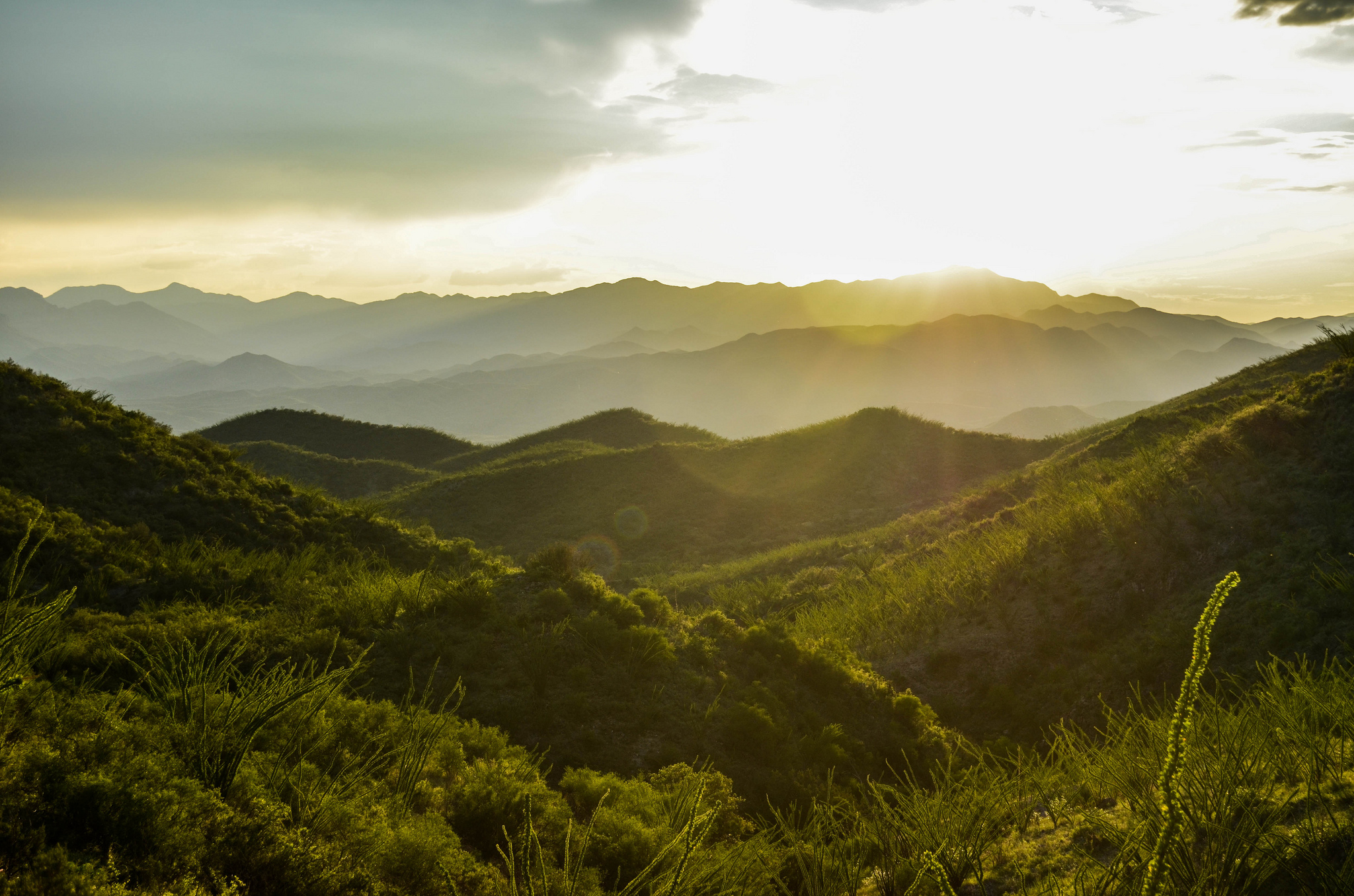
Vista de la Sierra Madre Occidental entre este municipio y el de Arizpe.

La superficie del municipio presenta dos formas de relieve: zonas accidentadas abarcando aproximadamente el 60% de la superficie y zonas semiplanas que abarcan aproximadamente el 10% de su territorio. Las zonas accidentadas se localizan en las partes noroeste, noreste, suroeste y sureste, formadas por la sierra Jucaral y varios puntos altos como el Cerro La Luz, El Cerro La Laja y su punto más el alto, el Cerro El Cobre con aproximadamente entre 1,800 y 2,000 metros sobre el nivel del mar.
Las zonas semiplanas se localizan en el centro-oeste del municipio, formadas por los cerros El Picacho, Peña Blanca, San Antonio, La Murocotochi, La Pirinola, Bajío y la Palma, éstos menores de 1,200 msnnm. Y en su territorio central ubicado un valle con elevaciones que van de 600 a 700 metros, lugar donde se encuentra asentada la cabecera municipal y por donde pasa el río Sonora, que fluye de norte a sur, del cual, se conectar los arroyos o ríos más pequeños de El Álamo, La Cañada de la Mora, El Oro, Guitonchi, La Cruz, Onofre, De Motepori, Los Vallecitos, El Salmón, Los Tatos, El Chinal, Las Delicias, Opodepe y el Carrizo.

### Flora y fauna
En la mayoría de su territorio la vegetación está constituida por pastizales, bosques de encino y selva subtropical con plantas de uña de gato, nopales, garambullo y tepame. En menor porción en el centro y este del municipio la vegetación es de mezquital de cuyas variedades más características son: palo fierro, brea, huizache, y otros.
La fauna del municipio la constituyen una gran variedad de especies, dentro de las que destacan por su importancia:
- Anfibios: sapo, rana y sapo toro;
- Reptiles: tortuga de río, cachora, víbora de cascabel, boa, iguana, escorpión, salamanquesa, camaleón, víbora sorda y coralillo; * Mamíferos: venado cola blanca, puma, lince, nutria, ardilla, zorrillo, murciélago y ratón de campo;
- Aves: tortolita y lechuza.

## Demografía
De acuerdo a los resultados del Censo de Población y Vivienda realizado en 2020 por el Instituto Nacional de Estadística y Geografía (INEGI), la población total del municipio es de 1,825 habitantes; con una densidad poblacional de 2.25 hab/km², y ocupa el puesto 43° en el estado por orden de población. Del total de pobladores, 924 son hombres y 901 son mujeres. En 2020 había 811 viviendas, pero de estas 565 viviendas estaban habitadas, de las cuales 168 estaban bajo el cargo de una mujer. Del total de los habitantes, sólo 4 personas (0.22%) se consideran afromexicanos o afrodescendientes.
El 90.36% del municipio pertenece a la religión católica, el 5.59% es cristiano evangélico/protestante o de alguna variante mientras que el 4% no profesa ninguna religión.

### Educación y salud
Según el Censo de Población y Vivienda de 2020; 15 niños de entre 6 y 11 años (0.82% del total), 11 adolescentes de entre 12 y 14 años (0.6%), 61 adolescentes de entre 15 y 17 años (3.34%) y 27 jóvenes de entre 18 y 24 años (1.48%) no asisten a ninguna institución educativa. 32 habitantes de 15 años o más (1.75%) son analfabetas, 23 habitantes de 15 años o más (1.26%) no tienen ningún grado de escolaridad, 135 personas de 15 años o más (7.4%) lograron estudiar la primaria pero no la culminaron, 59 personas de 15 años o más (3.23%) iniciaron la secundaria sin terminarla, teniendo el municipio un grado de escolaridad de 9.35.
La cantidad de población que no está afiliada a un servicio de salud es de 181 personas, es decir, el 9.92% del total municipal, de lo contrario, el 90.08% sí cuenta con un seguro médico ya sea público o privado. En el territorio, 88 personas (4.82%) tienen alguna discapacidad o límite motriz para realizar sus actividades diarias, mientras que 11 habitantes (0.6%) poseen algún problema o condición mental.

### Localidades
El municipio actualmente se divide en 17 localidades habitadas:
| Localidad               | Población |
| Total Municipio         | 1,825     |
| Banámichi               | 1,417     |
| Las Delicias            | 167       |
| La Mora                 | 158       |
| El Bajío de Palo Blanco | 30        |
| La Arena Blanca         | 12        |

Otras localidades son: El Salmón, El Cazo, La Granja, Los Naranjos, La Pera, La Pasada del Puente, Cañada Honda, Bacachi, Silvas, El Picacho, entre otras,

## Gobierno
La sede del gobierno municipal se encuentra en su cabecera en el pueblo de Banámichi, cuyo ayuntamiento está integrado por un presidente municipal, un síndico, 4 regidores de mayoría relativa y 2 de representación proporcional.
El municipio forma parte del IV Distrito Electoral Federal de Sonora con sede en a ciudad de Heroica Guaymas, y del VI Distrito Electoral de Sonora con sede en la Heroica Ciudad de Cananea.

### Cronología de presidentes municipales
| Período   | Presidente Municipal         |
| --------- | ---------------------------- |
| 1982-1985 | Heberto Corella López        |
| 1985-1988 | Ramón López del Cid          |
| 1988-1991 | Juan Diego Salazar Flores    |
| 1991-1994 | José F. Siqueiros Encinas    |
| 1994-1997 | Adalberto Maldonado Salazar  |
| 1997-2000 | Ramón Enrique Ceron Briceño  |
| 2000-2003 | José F. Siqueiros Encinas    |
| 2003-2006 | Adrián Villa Acuña           |
| 2006-2009 | Jorge Salazar Andrade        |
| 2009-2012 | Adolfo Alfredo López Peralta |
| 2012-2015 | Jesús Lauro Escalante Peña   |
| 2015-2018 | Marco Antonio Ochoa Méndez   |
| 2018-2021 | Alejandro Molina Salazar     |
| 2021-2024 | Jesús Heberto Corella Yescas |